# Верблюжа битва
Верблю́жа би́тва (араб. موقعة الجمل) — битва між армією халіфа Алі й загонами на чолі з Тальхою та аз-Зубайром, що відбулась на початку грудня 656 року.

## Передумови
656 року третій халіф Осман ібн Аффан був оточений у власному будинку повстанцями, які були невдоволені тим, як Усман керує Халіфатом. Повстанці залишили Османа без їжі й води та тримали його під домашнім арештом, безуспішно сподіваючись домогтись зречення. Потім Осман був убитий (думки істориків що вбивць Османа розбігаються).
В результаті убивства халіфа Османа в державі було встановлено фактичне безвладдя. За таких важких умов Алі ібн Абу Талібу запропонували очолити Халіфат. Той довго відмовлявся від влади, але зрештою був змушений поступитись, оскільки в іншому випадку ситуація в державі могла цілком вийти з-під контролю. Таким чином 656 року Алі ібн Абу Таліб став четвертим Праведним халіфом.

## Перебіг конфлікту
Нерішучість Алі в покаранні вбивць Османа стала приводом для звинувачення у змові Алі з убивцями. Група опозиційно налаштованих сподвижників на чолі з Тальхою й аз-Зубайром вирушила до Басри, де перебували вбивці Османа. Після того, як убивці Османа були знищені, до Басри прибув Алі зі своїм загоном. Перемовини завершились безрезультатно, у зв'язку з чим між сторонами відбулась битва. Вирішальна сутичка спалахнула навколо верблюда, на якому сиділа Аїша, через що битва й отримала свою назву. Загальне число загиблих сягнуло 10 тисяч (за іншими джерелами — 5 тисяч) осіб. Тальха й аз-Зубайр загинули, а Аїша була взята в полон, втім згодом її звільнили.